# Moravia Meridionale
La Moravia Meridionale (in ceco Jihomoravský kraj) è una regione (kraj) della Repubblica Ceca, situata nella parte sudoccidentale della regione storica della Moravia, ai confini con Austria e Slovacchia. Il suo capoluogo è Brno, la seconda città del Paese per popolazione.

## Distretti
- Distretto di Brno-město
- Distretto di Brno-venkov
- Distretto di Blansko
- Distretto di Břeclav
- Distretto di Hodonín
- Distretto di Vyškov
- Distretto di Znojmo